# بيشوب بيركنز
بيشوب بيركنز (بالإنجليزية: Bishop Perkins) هو محامي وسياسي أمريكي، ولد في 5 سبتمبر 1787، وتوفي في 20 نوفمبر 1866 في أوغدينسبورغ في الولايات المتحدة. نشط حزبياً في الحزب الديمقراطي. وقد انتخب عضو جمعية ولاية نيويورك وانتخب عضو مجلس النواب الأمريكي.